# Bibliothèque universitaire de Munich
La Bibliothèque universitaire de Munich (en allemand : Universitätsbibliothek der LMU München) est la bibliothèque de l'Université Louis-et-Maximilien de Munich en Allemagne.

## Histoire
En 1472, le duc Louis IX fonde la première université bavaroise, la Hohe Schule, à Ingolstadt. Après Heidelberg, Fribourg-en-Brisgau et Greifswald, elle est l'une des plus anciennes universités encore en activité en Allemagne. Un an plus tard, l'Artistenfakultät, où son enseignés les sept arts libéraux, adopte une résolution pour acheter ses premiers livres. Le 9 juillet 1480, la faculté décide d'aménager sa propre bibliothèque dans le Lectorium Avicennae du bâtiment universitaire. Le plus ancien catalogue conservé, daté de 1492, fournit des informations sur son agencement et énumère 231 volumes : 55 manuscrits et 176 incunables.
L'université et sa bibliothèque sont déplacés à Landshut en 1800, puis à Munich en 1826.